# Claude Ramey

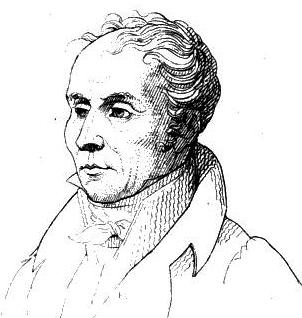
Claude Ramey.

Claude Ramey, född den 29 oktober 1754 i Dijon, död den 5 juni 1838 i Paris, var en fransk bildhuggare. Han var far till Jules Ramey.
Ramey skapade en del dekorativ skulptur för Louvren, statyn Najad för Medicispringbrunnen i Luxembourgträdgården, en staty av Kléber med mera.